# Die Freundin (Zeitschrift)
Die Freundin (Untertitel ab 1928 Das ideale Freundschaftsblatt; später Wochenschrift für ideale Frauenfreundschaft) war eine Zeitschrift der Weimarer Republik. Sie erschien von 1924 bis 1933 in Berlin und gilt als erste lesbische Zeitschrift.
Sie wurde als „offizielles Publikationsorgan“ vom Bund für Menschenrecht, einem der damals führenden Verbände der Interessen von Homosexuellen, verlegt und war ebenso wie andere lesbische Zeitschriften der Ära eng mit der lokalen Berliner Lesbenkultur verflochten. Mit Die Freundin und dem Bund für Menschenrecht verbundene Frauengruppen und Aktivistinnen veranstalteten in Berlin Lesungen, Veranstaltungen und Diskussionsrunden, zu deren Vernetzung Die Freundin erheblich beitrug. Sie bezog klar politisch Stellung, informierte zum Thema lesbisches Leben, veröffentlichte Kurzgeschichten und Romane ebenso wie Anzeigen lesbischer Treffpunkte oder private Kontaktanzeigen.

## Veröffentlichungsdaten

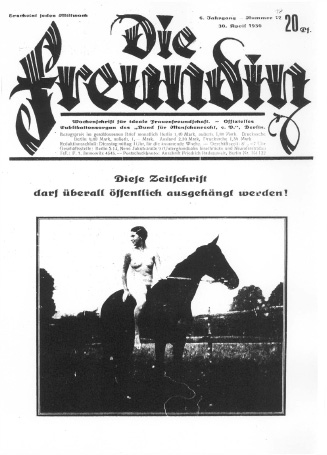
Ausgabe April 1930 mit Hinweis „Diese Zeitschrift darf überall öffentlich ausgehängt werden!“

Die Freundin erschien von 1924 bis zum 8. März 1933 in Berlin, verlegt vom Bund für Menschenrecht. Sie war gemeinsames Verbandsorgan des Bundes für Menschenrecht und des „Bundes für ideale Frauenfreundschaft“. Ihr Büro befand sich zunächst 1925 in der Kaiser-Friedrich-Straße 1 in Berlin-Pankow; bereits 1927 besaß sie eine Geschäftsstelle in der Neuen Jakobstraße 9 in Berlin-Mitte, die laut Angaben von 1932 von 9 bis 18 Uhr besetzt war.
Die Freundin war in ganz Deutschland und Österreich im Abonnement, zumindest in Berlin auch bei Straßenhändlern und Zeitschriftenhändlern erhältlich, zu einem Preis von 30 Pfennigen in den Jahren 1924/1925, danach zu 20 Pfennigen. Einige Ausgaben machen die Seriosität kenntlich durch Aufdrucke auf dem Titelblatt wie „Diese Zeitschrift darf überall öffentlich ausgehängt werden!“. Neben den Verkaufseinnahmen und denen aus dem Anzeigengeschäft bat die Redaktion Mitglieder und Abonnenten darüber hinaus auch um Spenden.
Die genaue Auflagenhöhe von Die Freundin ist unbekannt; es wird angenommen, dass sie die meistverbreitete Lesbenzeitschrift der Weimarer Republik gewesen sei und ihre Auflage deutlich über der jeder anderen Lesbenzeitschrift des deutschsprachigen Raumes bis in die 1980er Jahre gelegen habe. Dieser Annahme folgend, müsste ihre Auflage bei deutlich mehr als 10.000 Exemplaren gelegen haben, da dies die Auflagenhöhe der konkurrierenden Frauenliebe im Jahre 1930 war. Laurie Marhoefer beziffert die Auflage anhand von Akten zur Entscheidung der Prüfstelle in Berlin für Schund- und Schmutzschriften auf 7.000 pro Woche.

## Editionsgeschichte

Titelblatt der Erstausgabe, 8. August 1924

Nachdem die ersten beiden Ausgaben von Die Freundin vom 8. August 1924 und vom 12. September 1924 noch als Beilage in den Blättern für Menschenrechte erschienen waren, erschienen nachfolgende Ausgaben bereits als eigenständige Hefte mit einem Seitenumfang von 8 bis 12 Seiten. Die Freundin war damit die „erste neue eigenständige Zeitschrift des Radszuweit-Verlags“. 1925 wurde angekündigt, dass Die Freundin ab dem 1. April mit noch größerem Seitenumfang (bis zu 20 Seiten) und einem höheren Preis von 50 Pfennig erscheinen solle; der Versuch scheiterte jedoch, und es blieb beim alten Format. Bereits die erste Ausgabe enthielt eine Beilage Der Transvestit, die immer wieder, wenngleich unregelmäßig, in Die Freundin vertreten war. Bis 1926 fand sich in Die Freundin als Beilage auch das Mitteilungsblatt des Wissenschaftlich-humanitären Komitees um Magnus Hirschfeld.
Ihr Publikationsrhythmus wechselte: Im ersten Jahr kam sie noch als Monatszeitschrift heraus, ab 1925 erschien sie alle zwei Wochen und ab 1929 sogar wöchentlich (jeweils am Mittwoch). Die Ausgaben von 1928 erschienen montags, Titelblättern zufolge erschien sie 1932 am Mittwoch.
1926 erschien keine eigenständige Ausgabe von Die Freundin, stattdessen erschien sie als Beilage des Freundschaftsblattes. Die Gründe für diese Unterbrechung sind nicht bekannt. Zwischen Juni 1928 und Juli 1929 musste Die Freundin ihr Erscheinen erneut unterbrechen. Sie war vom Gesetz zur Bewahrung der Jugend vor Schund- und Schmutzschriften betroffen und durfte deshalb bei Zeitschriftenhändlern nicht mehr ausgehängt werden. Radszuweit entschied sich daher für die zeitweilige Einstellung des Blattes und für die Herausgabe einer Ersatzzeitschrift namens Ledige Frauen, die es auf insgesamt 26 Ausgaben brachte. Sie verstand sich aber so explizit als Ersatz, dass sie die Ausgaben von 1929 als vierten Jahrgang angab und den Untertitel Freundin führte. Ab Juli 1929 nahm Die Freundin ihr Erscheinen wieder auf. Im März 1931 wurde Die Freundin noch einmal Opfer des „Schund- und Schmutz“-Paragraphen, diesmal allerdings ohne Ersatz.
Am 15. März 1933 erschien mit der Nummer 11 des 9. Jahrgangs das letzte Heft von Die Freundin. Wie alle homosexuellen  Periodika wurde sie dann als „entartet“ verboten und stellte ihr Erscheinen ein.

## Zielgruppen

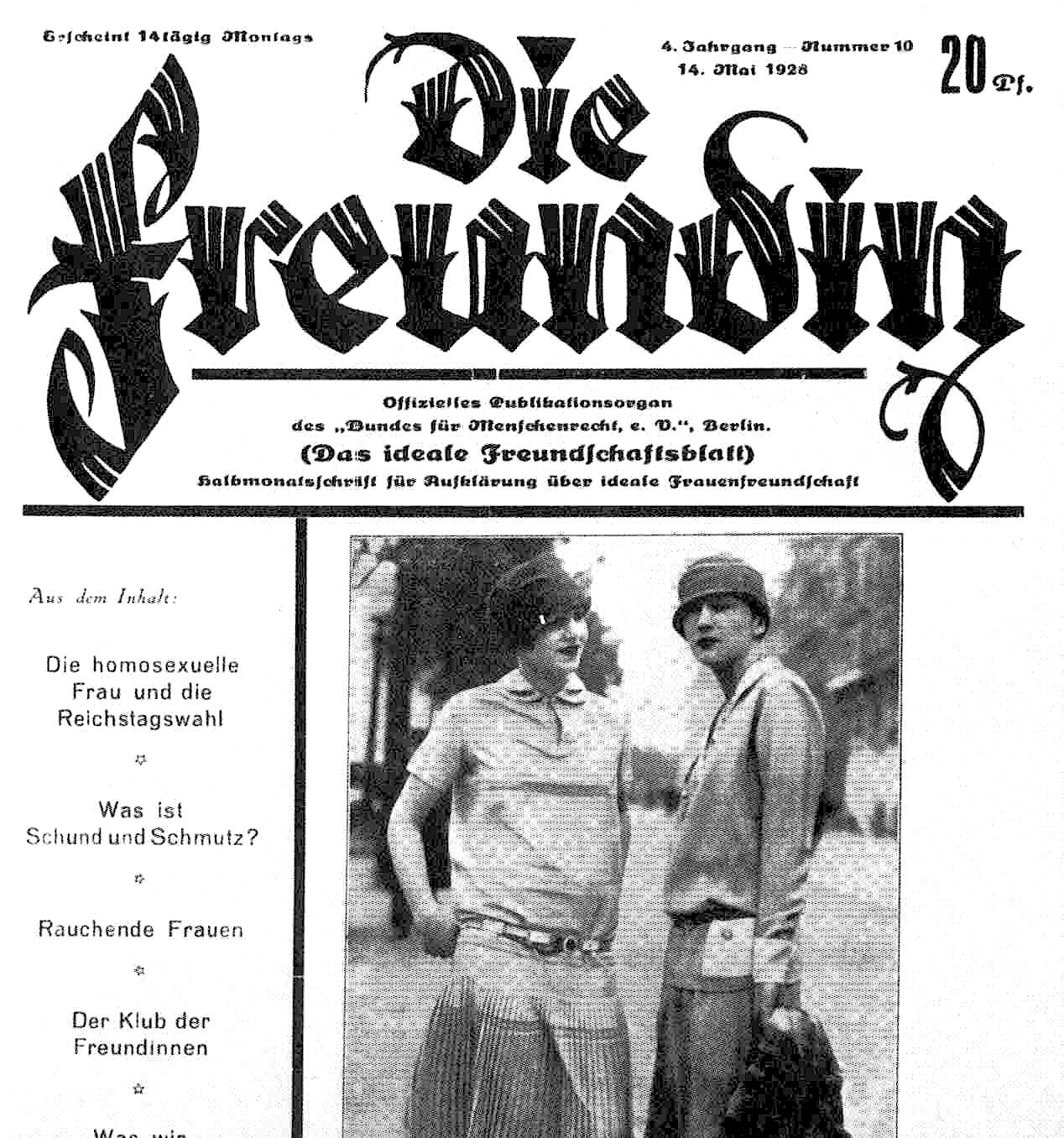
Titelblatt der Ausgabe vom Mai 1928 (4. Jahrgang, Nummer 10)

Die Freundin richtete sich inhaltlich vor allem an lesbische Frauen sowie über Beilagen und redaktionelle Beiträge im eigentlichen Heft auch an Menschen, die seinerzeit mangels differenzierender Begriffe unter Transvestiten zusammengefasst wurden, wie z. B. transidente Menschen. Eine Ausnahme war der Anzeigenteil, der auch von homosexuellen Männern oder Heterosexuellen genutzt wurde.
Durch ihre regelmäßigen Berichte, Anzeigen und Termine mit Bezug zur lesbischen Subkultur Berlins nahm sie hier Funktionen ähnlich denen eines Stadtmagazins wahr. Die Leserinnen von Die Freundin waren vor allem moderne Frauen, die selbständig lebten und einem Beruf nachgingen.

## Redaktion und Autorinnen
Es lässt sich heute nicht mehr rekonstruieren, wer genau wann die redaktionelle Verantwortung für Die Freundin besaß. Gesichert ist, dass zur Anfangszeit der Freundin zwischen 1924 und 1925 Aenne Weber, die 1. Vorsitzende der Damengruppe des „Bundes für Menschenrecht“, die verantwortliche Redakteurin war. 1926, zur Zeit der Beilage im Freundschaftsblatt, war Irene von Behlau verantwortlich, ab 1927 bekleidete Elsbeth Killmer diese Position, von 1928 bis 1930 Bruno Balz. Auf ihn folgte ab 1930 Martin Radszuweit als Redakteur, Ausgaben ab 1932 weisen ihn auch als Herausgeber aus. Hinter diesem Namen verbarg sich Martin Budszko, der Lebensgefährte des im Frühjahr 1932 verstorbenen Friedrich Radszuweit, der Budszko noch vor seinem Tod adoptierte.
Insbesondere große Leit- oder Diskussionsartikel teilte sich Die Freundin verlagsübergreifend mit den Blättern für Menschenrecht und dem Freundschaftsblatt oder entnahm sie aus einer Art Fundus des Verlags. Artikel wurden hierbei in den verschiedenen Titeln des Verlags mehrfach im Laufe der Jahre neu gedruckt, teils auch gekürzt. Diese Leitartikel stammten meist von Männern, insbesondere von Friedrich Radszuweit, Paul Weber oder Bruno Balz. Auch Artikel über die Tätigkeit des Verbandes oder über aktuelle politische Entwicklungen wurden fast ausnahmslos von ihnen verfasst. Wie diese raumgreifende Präsenz männlicher Stimmen in einer Zeitschrift für lesbische Frauen von diesen selbst, ob Redakteurinnen, Autorinnen oder Leserinnen, gesehen wurde, ist nicht überliefert.
Die Freundin richtete sich zwar vornehmlich an homosexuelle Frauen, wurde aber nicht ausschließlich von diesen geschrieben. Bei den Autorinnen herrschte eine relativ hohe Fluktuation. Die vermutlich bekannteste regelmäßige Autorin war Ruth Margarete Roellig. Sie war nicht nur Verfasserin des bekannten Buches Berlins lesbische Frauen, eines zeitgenössischen Führers durch die lesbische Berliner Subkultur, sondern hatte 1911 und 1912 eine Ausbildung als Redakteurin erfahren und war damit eine der wenigen professionellen Autorinnen. Andere prominente Autorinnen waren Aktivistinnen wie Selli Engler oder Lotte Hahm.
Das Schreiben für Die Freundin blieb nachdrücklich nicht einem festen Autorenstamm vorbehalten. Bereits 1925 gab es eine Ansprache der Redaktion an die Leserinnen, eigene Texte einzusenden. 1927 veränderte die Redaktion die Gliederung des Heftes, um die Leserinnen verstärkt zur aktiven Beteiligung zu motivieren. In Rubriken wie „Briefe an ‚die Freundin‘“ oder „Unsere Leser haben das Wort“ kamen Leserinnen zu Wort und konnten ihr lesbisches Selbstverständnis und ihre Alltagserfahrungen thematisieren und teilen. Diese Berichte sind heute gehaltvolle Dokumente zum Lebensgefühl lesbischer Frauen im deutschsprachigen Raum zu dieser Zeit. In einer Anzeige 1932 erklärte die Redaktion ganz in diesem Sinn, jede „Leserin kann uns Manuskripte einsenden, wir freuen uns, wenn unsere Leserinnen auch in dieser Form an dem Blatt, das ja für die Freundinnen erscheint, regen Anteil nehmen.“

## Aufbau des Heftes
Der Aufbau des Blattes war einfach und blieb durch die ganze Zeit seines Erscheinens annähernd gleich: Auf das Titelblatt folgte ohne weitere Gliederung die redaktionelle Strecke, dann der Kleinanzeigenteil, der bei den achtseitigen Ausgaben ein bis zwei Seiten umfasste.

### Titelblatt
Bis auf die unmittelbare Anfangszeit, in der der redaktionelle Teil bereits auf der Titelseite begann, fanden sich auf dem Titelblatt Fotos von Frauen, häufig – auf Wunsch der Leserschaft – Aktbilder, daneben oft eine Inhaltsübersicht oder auch (vor allem zwischen 1930 und 1933) Gedichte.

### Redaktionelle Strecke
Der zweispaltig gesetzte redaktionelle Teil bestand gut zur Hälfte aus Romanen und Kurzgeschichten, außerdem aus einem Leitartikel, einem Diskussionsartikel sowie Gedichten, Presseschauen und Briefen von Leserinnen. Dazwischen finden sich verstreut kleinere Anzeigen; Illustrationen fehlen.

#### Sachtexte – Inhalte und Positionen
Die Freundin bot in jeder Ausgabe mehrere Artikel zu verschiedenen Sachthemen an. Darunter waren beispielsweise Artikel zu historischen Themen, die die Geschichte von Lesben betrafen, Artikel, die von alltäglichen Problemen lesbischer Frauen in Deutschland handelten, aber auch kulturelle, wissenschaftliche oder medizinische Beiträge im Zusammenhang mit Homosexualität. Beiträge zu literarischen Themen oder dem vorzugsweise Berliner Gesellschaftsleben fanden sich ebenfalls.
Zeitweise war der Zeitschrift Die Freundin auch die Beilage Der Transvestit beigefügt; gelegentlich wurde dieser Teil aber einfach durch Themen und Bereiche, die Transvestiten betrafen, in Die Freundin integriert.
Zu einigen zentralen Diskussionen finden sich in der Sekundärliteratur Analysen oder Zusammenfassungen:

##### Homosexualität allgemein
Als eines der ersten und populärsten Medien der ersten Homosexuellenbewegung bot Die Freundin in zentraler Weise Raum zur Vermittlung und Diskussion von Grundfragen lesbischer Identität. Ein wichtiger Bezugspunkt waren Artikel und Meinungsbeiträge, die sich an der sexualwissenschaftlichen Autorität der Zeit, Magnus Hirschfeld, und seinem Wissenschaftlich-humanitären Komitee orientierten. Deren Veröffentlichungen wurden häufig zitiert und lobend erwähnt, und in den ersten zwei Jahren war das Mitteilungsblatt des WhK auch eine Beilage der Freundin.
Über die Jahre und verschiedenen Autoren hinweg und (der Verbandslinie entsprechend) fast konsensual war das Verständnis von Homosexualität als angeborene, natürliche Veranlagung. Die Homosexuellen bildeten demnach ein „drittes Geschlecht“ – ein Begriff von Johanna Elberskirchen, deren Text „Die Liebe des dritten Geschlechts“ unter dem Titel „Was ist Homosexualität?“ 1929 gekürzt in Die Freundin erschien. Damit befand sich die Autorenschaft der Freundin im Einklang mit den modernen sexualwissenschaftlichen Theorien der Zeit. Aus dieser Erkenntnis der Natürlichkeit der Homosexualität folgte der Schluss, dass Homosexuelle und so auch lesbische Frauen, Anspruch auf volle gesellschaftliche Anerkennung besäßen.
An diesem Punkt geriet das Blatt um 1930 inhaltlich wiederholt in Dissens mit Magnus Hirschfeld. Hirschfeld wurde kritisiert, weil er wiederholt in Gerichtsverfahren wie andernorts Homosexualität als minderwertig, abnorm oder krankhaft kontextualisiert und so dazu beigetragen habe, Homosexuelle zu stigmatisieren.

##### Lesbisches Selbstverständnis
Trotz der Beteiligung von Männern und der verbandsübergreifenden Platzierung von Themen war Die Freundin ein Medium, in dem lesbische Frauen den notwendigen Raum vorfanden, um ihr Selbstverständnis, ihre Rollen und ihre Ziele zu debattieren und zu definieren.
Die These vom „Dritten Geschlecht“, das gleichberechtigt neben den beiden heterosexuellen stehe, bildete auch hier den Bezugspunkt. So zum Beispiel in einer intensiven Diskussion, die das Verhältnis zwischen homosexuellen und bisexuellen Frauen thematisierte. Mehr oder weniger einhellig in der Ablehnung gipfelte die Diskussion in Vorwürfen, die bisexuelle Frau sei „lasterhaft“ und „pervers“, und mündete in Appellen von Leserinnen wie „Hände weg von jenen Zweinaturen, die aus Lust an der Wollust beide Geschlechter geniessen! – Sie treten unsere Liebe in den Schmutz!“ oder „Dieser Ausschuß der Frauen, dieser Abschaum ist es, den die wirklich homosexuelle Frau bekämpfen sollte“. Hintergrund dieser starken Ablehnung war das Verständnis der Homosexualität als biologisch klar definiert, was durch die scheinbare Uneindeutigkeit bisexueller Lebensweisen in Frage gestellt wurde.
Das verbreitete Rollenbild von „Bubi“ vs. „Dame“ bzw. „virile“ vs. „feminine“ Lesbierin (ähnlich der späteren Butch-und-Femme-Rollenverteilung) wurde im Hinblick darauf diskutiert, inwiefern es Klischees fortschreibe und bestärke, die im Kontext eigener Interessen und der aufkommenden Frauenbewegung eher zu überwinden seien.

##### Frauenbewegung
Sehr sporadisch fanden sich in Die Freundin allgemeine Texte zur Frauenbewegung. Einen Schulterschluss mit der zu dieser Zeit erstarkenden Frauenbewegung vollzog Die Freundin nicht, obwohl sie 1924 mit dem Selbstverständnis angetreten war, sie werde „eintreten für die Gleichberechtigung der Frauen im gesellschaftlichen Leben“. Keines der zu der Zeit diskutierten Themen der Frauenbewegung fand dort Niederschlag, ob Verhütung, Abtreibung, Familien- oder Scheidungsrecht. Im Zentrum frauenbewegter Themen standen immer klar Positionierungen aus der Perspektive homosexueller Frauen und diese wurden als Besonderheit selbst dann abgrenzend geltend gemacht, wenn ein Thema wie das der Forderung nach besseren Berufschancen an bestehende Themensetzungen der Frauenbewegung hätte anknüpfen können.
Angeblich geschlechtstypische Eigenheiten von Frauen wurden dabei von den homosexuellen Frauen weder angenommen noch als Zuschreibung in Frage gestellt. Sie wurden durchaus akzeptiert, wenngleich nur in Verbindung mit dem Ziel, für die homosexuelle Frau aufgrund eines eher männlichen Geschlechtscharakters eine Gleichstellung mit den Männern zu erreichen. Auch hier kann man wieder das Verständnis durchschimmern sehen, sich nicht einem Dualismus Mann–Frau unterworfen zu sehen, sondern sich als eigenes, separates Geschlecht zu begreifen.

##### Homosexuelle Politik

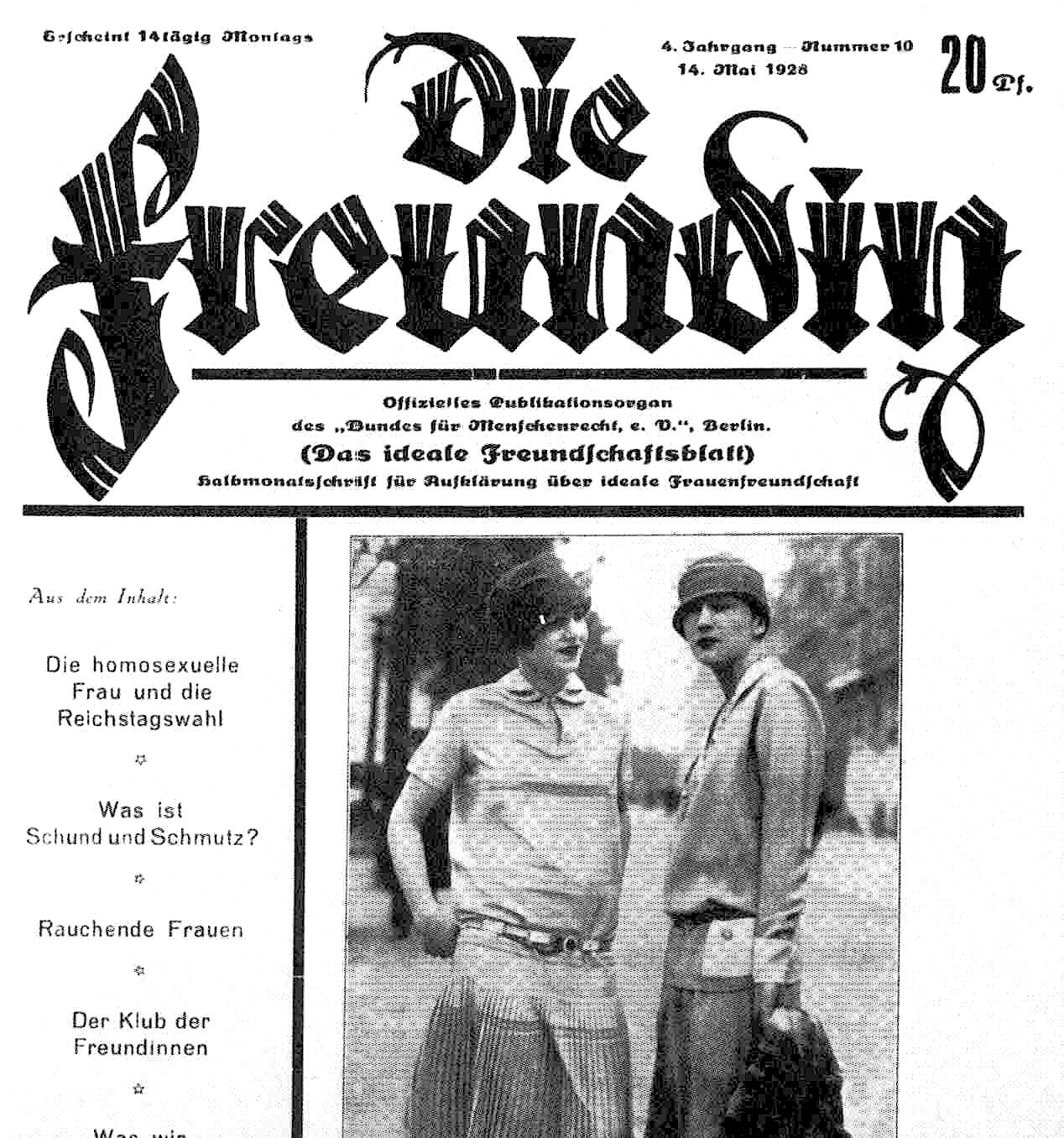
Titelblatt von 1928, unter anderem mit dem Thema „Die homosexuelle Frau und die Reichstagswahl“

Ein naturgemäß zentrales Thema der Die Freundin waren immer wieder gesellschaftliche und politische Hindernisse für homosexuelle Frauen, denn trotz der Lebhaftigkeit des homosexuellen Lebens im Berlin der Weimarer Republik waren lesbische Lebensentwürfe nur wenig gesellschaftlich akzeptiert. Dieser Umstand bot während der gesamten Zeit des Erscheinens Anlass zu entsprechenden politischen Texten, ob als Berichte und Analysen gesellschaftlicher und politischer Verhältnisse, soweit sie spezifisch Homosexuelle betrafen, oder als mobilisierende Aufrufe und aktivistische Versuche, sie zu verändern. Das Echo der Leserschaft auf solche Aufrufe blieb anscheinend verhalten.
Die Verwurzelung von Die Freundin in einem von männlichen Homosexuellen dominierten Verband führte zur regelmäßigen Publikation von Aufrufen, sich für die Abschaffung des § 175 StGB einzusetzen. Dieser betraf homosexuelle Frauen nicht unmittelbar, da er nur männliche Homosexuelle kriminalisierte. Immer wieder aber wurde eine mögliche Verschärfung des Paragrafen erörtert, so dass er auch weibliche Homosexualität umfassen solle. Aufrufe zu seiner Abschaffung erschienen daher regelmäßig in allen Mitgliederzeitschriften des BfM, teils auch ohne expliziten Bezug zu weiblicher Homosexualität.
Trotz regelmäßiger Artikel zu parteipolitischen Fragen blieb Die Freundin hier insgesamt eher unschlüssig. Zwar empfahl Irene von Behlau in ihrem Artikel „Die homosexuelle Frau und die Reichstagswahl“ vom 14. Mai 1928 die Wahl der Sozialdemokratischen Partei, seit 1930 jedoch galt eine Art Neutralitätsgebot, da Statistiken des Jahres 1926 über den BfM deutlich gemacht hatten, dass die Mitglieder gleichermaßen linken wie rechten Parteien angehörten. Als einzige Empfehlung verblieb daher der Aufruf, nur Parteien zu wählen, die sich für die Abschaffung des § 175 einsetzten. Konsequenterweise publizierte Herausgeber Friedrich Radszuweit in der Freundin im August 1931 einen „Brief an Adolf Hitler“, in dem er ihn aufforderte, angesichts einiger kurz zuvor bekannt gewordener Fälle von „gleichgeschlechtlichliebenden Menschen“ in der NSDAP, unter ihnen die „Tüchtigsten und Besten, die in der Partei tätig sind“, die Abgeordneten der Partei im Reichstag für die Abschaffung des § 175 stimmen zu lassen.
Durchweg aber scheinen alle Versuche, die Leserinnen von Die Freundin politisch einzubinden und für gemeinsame Ziele zu aktivieren, gescheitert zu sein. Regelmäßig wurden von entsprechend Aktiven Klagen über die angebliche Passivität der Leserinnen laut.

#### Belletristik
Der belletristische Teil der Hefte setzte sich rund zur Hälfte aus Kurzgeschichten, Fortsetzungsromanen und Gedichten über lesbische Liebe zusammen. Zusätzlich gab es immer wieder Buchempfehlungen und Rezensionen von Büchern, von denen nicht wenige im Friedrich Radszuweit Verlag erschienen waren.
Diese Texte trugen besonders zur Beliebtheit von Die Freundin bei. Sie wurden nicht von professionellen Autorinnen verfasst, sondern von Mitarbeiterinnen oder auch Leserinnen der Freundin. Literarisch sind diese Werke meist als trivial einzustufen und künstlerisch ohne größere Bedeutung geblieben. Sie waren jedoch ein Weg, lesbische Lebenswelten abzubilden und Utopien zu formulieren. Sie thematisierten Liebeserfahrungen, die Probleme einer Partnerinnensuche, aber auch die Diskriminierungen durch das Umfeld, stets jedoch mit „positiven Identifikationsmustern“, welche diese Schwierigkeiten als überwindbar darstellten. Doris Claus zum Beispiel betont in ihrer Analyse des Romans „Arme kleine Jett“ von Selli Engler, der 1930 in Fortsetzungen in Die Freundin erschien, den emanzipatorischen Wert des Werkes. Indem er im realistisch dargestellten Berliner Künstlerinnenmilieu eine lesbische Lebensweise ohne massive Konflikte mit sozialem Umfeld und Gesellschaft zeichne, entwerfe er eine Utopie und habe Möglichkeit zur Identifikation geboten.
Hanna Hacker und Katharina Vogel verstehen die angewandten Stilmittel der Trivialliteratur sogar als konstituierend für diesen Zweck, denn der Gebrauch und die Bearbeitung „vorgefundener Stereotype durch die lesbischen Frauen entwickelt zugleich die Dynamik, eine eigene Kultur zu stabilisieren“.

### Anzeigenteil
Das Ende des Heftes bildete stets der Anzeigenteil. Neben verschiedenen Formen von Kontaktanzeigen enthielt er vor allem Stellenanzeigen, Veranstaltungshinweise und Anzeigen für Lokale und Bücher. Solche Anzeigen wurden nur von Mitgliedern des Bundes für Menschenrecht entgegengenommen, was dazu führte, dass viele Lokale und Veranstaltungsorte Mitglieder wurden, um die Gelegenheit für Inserate zu bekommen. Diese Methode stärkte den Bund und sein Gewicht in der Homosexuellenbewegung, zumal die Leserschaft angehalten wurde, nur solche Lokalitäten zu besuchen, die der Bund empfahl.

#### Kontaktanzeigen
Zwei Formen von Kontaktanzeigen lassen sich unterscheiden. Zum einen finden sich Anzeigen, in denen homosexuelle Männer und Frauen oder Transvestiten Partnerschaften suchten. Lesben verwendeten hierbei die zeitgenössisch üblichen Codes ihrer Subkultur, erkennbar in Formulierungen wie „Fräulein, 28 Jahre, sucht gebildete Freundin“, „Dame wünscht aufrichtige Freundschaft mit gutsituierter Dame“ oder „Wo treffen sich Freundinnen höherer Kreise, evtl. privat?“.
Eine andere häufige Form der Kontaktanzeige ist die nach sogenannten Kameradschaftsehen zwischen einer lesbischen Frau und einem homosexuellen Mann. In Zeiten strafrechtlicher Verfolgung erhoffte man sich durch den Status der Ehe einen gewissen Schutz vor Verfolgung. Die Intention war unmissverständlich in Anzeigen wie „27jähriger, von guter Herkunft, Doppelwaise, repräsentabel, sucht Kameradschaftsehe mit vermögender Dame (auch Geschäftsinhaberin)“.

#### Veranstaltungshinweise

Anzeige des Clubs „Geisha“ in einer Ausgabe Die Freundin von 1930

Die letzten beiden Seiten beinhalteten auch zahlreiche Veranstaltungshinweise und Anzeigen von lesbischen Lokalen, mehrheitlich aus Berlin. Treffen und Feste der sogenannten Damenklubs fanden auch im redaktionellen Teil Niederschlag, wo im Nachhinein darüber berichtet wurde. Diese Damenklubs waren ausgewiesen groß; beim 4. Stiftungsfest des Damenklubs „Violetta“ von Lotte Hahm etwa waren laut Bericht 350 Mitglieder anwesend. Der Damenklub „Erato“, der in Die Freundin annoncierte und über dessen Klubtreffen dort auch berichtet wurde, mietete für seine Veranstaltungen Tanzsäle mit einem Fassungsvermögen von 600 Personen.

## Bedeutung
Zur Zeit der Weimarer Republik wurde im Rahmen der ersten homosexuellen Emanzipationsbewegung erstmals auch ein lesbisches Selbstverständnis verhandelt; Berlin als Zentrum von Homosexuellen aus ganz Europa bot hierfür ideale Voraussetzungen. Dies führte neben den zahlreichen Magazinen und Zeitschriften, die sich allgemein der Homosexualität (wenngleich meist mit männlichem Schwerpunkt) widmeten, auch zu einem Zeitschriftenmarkt für speziell lesbische Interessen. Drei solcher Titel sind bisher nachgewiesen: neben Die Freundin die Frauenliebe (1926–1931), die parallel als Liebende Frauen sowie kurzfristig als Frauen Liebe und Leben (1928) erschien und später in der Garçonne (1930–1932) aufging, sowie die BIF – Blätter Idealer Frauenfreundschaft (vermutlich 1926–1927). Unter diesen war Die Freundin mit Gründungsjahr 1924 die (auch weltweit) erste lesbische Zeitschrift. Da sie bis zum allgemeinen Verbot aller homosexuellen Zeitschriften 1933 annähernd durchgängig erschien, war sie zugleich die langlebigste lesbische Publikation der Weimarer Republik.

### Zeitgenössische Rezeption
In anonymisierten Interviews mit älteren Lesben, die Ilse Kokula Mitte der 1970er Jahre führte, wird die Bedeutung der Freundin für ihre Leserinnen klarer umrissen. So sprach Marte X. von „unserer Zeitung“: „wenn irgendwie was war, stand es immer in der Freundin“. „Unter dem Ladentisch […] mit Angst haben wir die gekauft […] wir mußten sie ja immer alle verstecken“. G.M. gab an: „Ich kaufte, sooft (selten!) ich konnte, Die Freundin. Darin waren Inserate, wo und was los war“, und Branda berichtete: „Ich habe sie zum ersten Mal gekauft, wo ich sie gelesen habe. Dann habe ich sie mir dort gekauft, wo ich unbekannt war. […] Und dann kamst du dir vor, als hättest du eine Bombe in der Tasche. […] Wo dich keiner gestört hat, habe ich sie gelesen. Und in die Bluse gesteckt, damit sie keiner sah.“ Eine regelmäßige Lektüre verneinte sie aber: „nur gelegentlich mal“, „die kostete ja 50 Pfennig. Das war ja doch viel.“ Später sandte Branda auch ein Gedicht an die Redaktion, das unter Nennung ihres vollen Namens auf der Titelseite abgedruckt wurde, woraufhin sie das Gedicht wieder zurückzog, da sie „Gewissensbisse“ bekommen habe.
Einzelne überlieferte Leserinnenstimmen belegen die Bedeutung der Zeitschrift auch und in besonderer Weise über Berlin hinaus. So zitiert Espinaco-Virseda eine Leserin mit den Worten: „Durch sie erfuhr ich wertvolle Aufklärung über meine eigene Natur und lernte auch, dass ich, in keiner Weise, einzig in dieser Welt sei.“ Eine Leserin aus Essen schrieb: „Jahrelang habe ich vergeblich nach einer Unterhaltungslektüre gesucht, die Menschen unseres Schlages durch Wort und Schrift einander näher bringt, die Schwestern unserer Wesensart Stunden der Einsamkeit erhellt, bis mir bei einem Besuch in Hildesheim – eine Kleinstadt, bitte! und noch dazu streng religiös! – ‚Die Freundin‘ in die Hände fiel.“ Eine andere Stimme sprach von der Freundin als „eine[r] Zeitschrift, die mir schon lange gefehlt hat und es vermag, mich über die einsamen Stunden, von denen mir in der Provinz leider allzu viele beschieden sind, zu trösten. Wie beneide ich meine Artgenossinnen und Freundinnen in Berlin!“
Davon abweichend war die Stimme von Charlotte Wolff, damals als Lesbe in Berlin lebend, nach erstmaliger Lektüre der Hefte 1977: „Ich war ‚Die Freundin‘ zur Zeit ihres Erscheinens nie begegnet, ein sicheres Zeichen des Geheimnisses, das ihr Erscheinen umgab, obwohl homosexuelle Filme und Stücke in den 1920ern en vogue waren. ‚Die Freundin‘ ist offensichtlich ein ‚illegitimes Kind‘ gewesen, das sich nicht traute, sein Gesicht öffentlich zu zeigen. Die lesbische Welt, die es abbildete, hatte wenig gemein mit den homosexuellen Frauen, die ich kannte[,] und den Orten, die ich frequentierte. Ihre Leser entstammten einer anderen Klasse, die in einer anderen Welt liebten, tranken und tanzten.“

### Heutige Rezeption
Aus heutiger Sicht gilt Die Freundin als „vermutlich die populärste“ unter den damaligen Lesbenzeitschriften und wird als „Symbol der lesbischen Identität im Berlin der 1920er Jahre“ gesehen. Florence Tamagne spricht von ihr als einem „gut angenommenen Magazin, das zum Symbol des Lesbianismus in den 1920er Jahren wurde“. Günter Grau wertet sie als „die wichtigste Zeitschrift für lesbische Frauen in der Weimarer Republik der 1920er Jahre“. Angeles Espinaco-Virseda charakterisierte Die Freundin als „Publikation, in der sich Wissenschaft, Massenkultur und Subkultur überschneiden“, eine der Zeitschriften, „die Frauen unmittelbar ansprachen, ihre Sehnsüchte artikulierten und ihnen moderne neue Konzepte – und Wahlmöglichkeiten – für Geschlechterrollen, Sexualität, Partnerschaften und demzufolge, Möglichkeiten der Identifikation offerierten.“
Die 1975 durch die Gruppe L74 (u. a. mit Kitty Kuse) gegründete UKZ: unsere kleine Zeitung von und für Lesben knüpfte an Die Freundin an und schlug so einen Bogen von der ersten Lesbenbewegung der Weimarer Republik zur Lesbenbewegung der Bundesrepublik.

## Forschungsstand
Für Die Freundin galt lange ebenfalls, was grundsätzlich bis in die Gegenwart für alle Zeitschriften homosexueller Frauen der Zeit gilt: Sie „wurden von der historischen Forschung, mit Ausnahme von einigen Aufsätzen und unveröffentlichten Abschlußarbeiten, bisher kaum beachtet.“. Mit Heike Schaders Arbeit „Virile, Vamps und wilde Veilchen“ von 2004 wurde erstmals eine umfangreichere Arbeit vorgelegt, die eine wissenschaftliche Sichtung des Quellenmaterials vornahm; bis dato hatte es zu Die Freundin nur ein Profil in einem Ausstellungskatalog sowie zwei universitäre Arbeiten gegeben. Als der populärsten und verbreitetsten Zeitschrift für homosexuelle Frauen der Weimarer Republik wurde ihr seither größere Aufmerksamkeit zuteil, so dass 2010 bereits über sie gesagt werden konnte: „Der Inhalt der ‚Freundin‘ ist bereits durch mehrere wissenschaftliche Arbeiten und Publikationen sehr gut aufgearbeitet worden.“
2022 hat das Forum Queeres Archiv München im Rahmen eines Digitalisierungsprojekts 194 Ausgaben von Die Freundin online gestellt.

## Nachweise
1. 1 2 3 4 5 6 7 8 9 10 11 12 13 14 15 16 17 18 19 20 21 22 23  
Julia Hürner: Lebensumstände lesbischer Frauen in Österreich und Deutschland – von den 1920er Jahren bis zur NS-Zeit (PDF; 657 kB), Diplomarbeit 2010, S. 38–43 & 46-52, Zugriff am 28. April 2013
2. ↑  Ilse Kokula: Zur Situation lesbischer Frauen während der NS-Zeit. In: Sozialwissenschaftliche Forschung & Praxis für Frauen e. V. (Hrsg.): Beiträge zur feministischen Theorie und Praxis. Nirgendwo und überall Lesben, Nr. 25/26. Köln 1989, S. 30.
3. ↑  
Die Freundin, Heft Nummer 5, 2. Jahrgang, 1. März 1925, Titelblatt
4. ↑  
Die Freundin, Heft Nummer 20, 3. Jahrgang, 17. Oktober 1927, Titelblatt
5. 1 2  
Die Freundin, Heft Nummer 36, 8. Jahrgang, 7. September 1932, Titelblatt
6. ↑  
Julia Hürner: Lebensumstände lesbischer Frauen in Österreich und Deutschland – von den 1920er Jahren bis zur NS-Zeit (PDF; 657 kB), Diplomarbeit 2010, S. 35, Zugriff am 9. Mai 2013
7. 1 2 3 4 5 6  
Heike Schader: Virile, Vamps und wilde Veilchen. Sexualität, Begehren und Erotik in den Zeitschriften homosexueller Frauen im Berlin der 1920er Jahre. (Zugleich: Hamburg, Universität, Dissertation, 2004), Ulrike Helmer Verlag, Königstein/Taunus 2004, ISBN 3-89741-157-1, S. 43–48 & 63-72
8. 1 2 3 4 5 6 7  
Katharina Vogel: Zum Selbstverständnis lesbischer Frauen in der Weimarer Republik. Eine Analyse der Zeitschrift „Die Freundin“ 1924–1933. In: Berlin-Museum (Hrsg.): Eldorado. Homosexuelle Frauen und Männer in Berlin 1850–1950., 1984, ISBN 3-88725-068-0, S. 162–168
9. ↑  
Petra Schlierkamp: Die Garçonne In: Berlin-Museum (Hrsg.): Eldorado. Homosexuelle Frauen und Männer in Berlin 1850–1950., 1984, ISBN 3-88725-068-0, S. 169–179
10. ↑  Laurie Marhoefer: The Book Was a Revelation, I Recognized Myself in it: Lesbian Sexuality, Censorship, and the Queer Press in Weimar-era Germany in: Journal of Women's History, Vol. 27, Nr. 2, 2015, S. 68
11. 1 2 3 4 5 6  
Stefan Micheler: Zeitschriften, Verbände und Lokale gleichgeschlechtlich begehrender Menschen in der Weimarer Republik, erweiterte Fassung eines Kapitels der Dissertation Selbstbilder und Fremdbilder der "Anderen". Männer begehrende Männer in der Weimarer Republik und der NS-Zeit, Konstanz: Universitätsverlag Konstanz 2005, Online (PDF; 506 kB), S. 31–34, 2008
12. ↑  
Günter Grau: Lexikon zur Homosexuellenverfolgung 1933–1945: Institutionen – Kompetenzen – Betätigungsfelder, ISBN 978-3-8258-9785-7, 2010, S. 329
13. ↑  
Die Freundin, Titelblatt Heft Nummer 10, 4. Jahrgang, 14. Mai 1928, Online
14. ↑  Die Freundin 1933 – Ausgabe 11. Abgerufen am 10. August 2024.
15. 1 2 3  
Günter Grau: Lexikon zur Homosexuellenverfolgung 1933–1945: Institutionen – Kompetenzen – Betätigungsfelder, ISBN 978-3-8258-9785-7, 2010, S. 59
16. ↑  Aenne Weber. In: Persönlichkeiten in Berlin 1825–2006. Erinnerungen an Lesben, Schwule, Bisexuelle, trans- und intergeschlechtliche Menschen. Hrsg. von der Senatsverwaltung für Arbeit, Integration und Frauen, Berlin 2015, ISBN 978-3-9816391-3-1, S. 76 f.
17. ↑  Heike Schader: Virile, Vamps und wilde Veilchen. Sexualität, Begehren und Erotik in den Zeitschriften homosexueller Frauen im Berlin der 1920er Jahre, Ulrike Helmer Verlag, Berlin 2004, ISBN 978-3-89741-157-9, S. 246
18. ↑  
Doris Claus: Selbstverständlich lesbisch in der Zeit der Weimarer Republik. Eine Analyse der Zeitschrift „Die Freundin“, Bielefeld, 1987, S. 30
19. ↑  
Der Nationalhof (1924–1932) – Ein Ballhaus der Homosexuellenbewegung In: Andreas Pretzel: Historische Orte und schillernde Persönlichkeiten im Schöneberger Regenbogenkiez – Vom Dorian Gray zum Eldorado, o. J. (2012?), S. 86
20. 1 2  
Briefkasten In: Die Freundin, Heft Nummer 37, 8. Jahrgang, 7. September 1932, Seite 7
21. 1 2 3 4  
Angeles Espinaco-Virseda: “I feel that I belong to you” – Subculture, Die Freundin and Lesbian Identities in Weimar Germany, In: Spaces of identity: tradition, cultural boundaries & identity formation in Central Europe, 4:1, S. 83–100, 2004, Online
22. ↑  
Günter Grau: Lexikon zur Homosexuellenverfolgung 1933–1945: Institutionen – Kompetenzen – Betätigungsfelder, ISBN 978-3-8258-9785-7, 2010, S. 235–236
23. ↑  
Doris Claus: Selbstverständlich lesbisch in der Zeit der Weimarer Republik. Eine Analyse der Zeitschrift „Die Freundin“, Bielefeld, 1987, S. 76–93
24. 1 2  
Heike Schader: Virile, Vamps und wilde Veilchen. Sexualität, Begehren und Erotik in den Zeitschriften homosexueller Frauen im Berlin der 1920er Jahre. (Zugleich: Hamburg, Universität, Dissertation, 2004), Ulrike Helmer Verlag, Königstein/Taunus 2004, ISBN 3-89741-157-1, S. 41
25. ↑  
Leidinger, Christiane: Eine „Illusion von Freiheit“ – Subkultur und Organisierung von Lesben, Transvestiten und Schwulen in den zwanziger Jahren [online]. Berlin 2008. In: Boxhammer, Ingeborg/Leidinger, Christiane: Online-Projekt Lesbengeschichte., Zugriff am 29. April 2013
26. ↑  
Heike Schader: Das lasterhafte Weib, in: Claudia Bruns, Tilmann Walter (Hrsg.): Von Lust und Schmerz: eine historische Anthropologie der Sexualität., 2004, ISBN 3-412-07303-2, S. 241
27. ↑  
Karina Smits: Die Freundin and Other Relationships: A Proposal for a Comparative Study of the Role of Lesbian Magazines within the Process of Cultural Transfer and Transmission, In: Petra Broomans, Sandra van Voorst, Karina Smits: Rethinking Cultural Transfer and Transmission: Reflections and New Perspectives, 2012, ISBN 94-91431-19-6, S. 131–137
28. ↑  
Ilse Kokula: "Jahre des Glücks, Jahre des Leids: Gespräche mit älteren lesbischen Frauen", 1986, Frühlings Erwachen Verlag – Zitate Marte X.: S. 68–75, G.M.: S. 90, Branda: S. 95-96
29. ↑  
Kirsten Plötz: Über "Artgenossinnen" und andere Aneignungen sexualwissenschaftlicher Modelle weiblicher Homosexualität während der zwanziger Jahre in der 'Provinz'  In: Ursula Ferdinand / Andreas Pretzel / Andreas Seeck (Hrsg.): Verqueere Wissenschaft? Zum Verhältnis von Sexualwissenschaft und Sexualreformbewegung in Geschichte und Gegenwart., 1998, ISBN 3-8258-4049-2, S. 129–137
30. ↑  
„[…] I had never come across Die Freundin when it had appeared, a sure proof of the secrecy surrounding its publication, though homosexual films and plays had been in vogue in the twenties. Die Freundin had obviously been an «illegitimate child» which did not dare to show its face openly. The lesbian world it depicts had little in common with the homosexual women I knew and the places I frequented. Its readers must have been of a different class who loved, wined and danced in a different world. […]“ Zitiert nach: Maggie Magee, Diana C. Miller: Lesbian Lives: Psychoanalytic Narratives Old and New, 2013, ISBN 1-134-89866-5, S. 351
31. ↑  
"Die Freundin, a well received Magazin that became the symbol of lesbianism in the 1920s." Florence Tamagne: A History of Homosexuality in Europe, Berlin, London, Paris 1919–1939, Vol. 1, 2006, S. 77
32. ↑  Kirsten Plötz: Wo blieb die Bewegung lesbischer Trümmerfrauen. In: Forschung im Queerformat: Aktuelle Beiträge der LSBTI*-, Queer- und Geschlechterforschung. S. 71–87, hrsg. von Bundesstiftung Magnus Hirschfeld, 2014.
33. ↑  
Heike Schader: Virile, Vamps und wilde Veilchen. Sexualität, Begehren und Erotik in den Zeitschriften homosexueller Frauen im Berlin der 1920er Jahre. (Zugleich: Hamburg, Universität, Dissertation, 2004), Ulrike Helmer Verlag, Königstein/Taunus 2004, ISBN 3-89741-157-1, S. 12
34. ↑  
Julia Hürner: Lebensumstände lesbischer Frauen in Österreich und Deutschland – von den 1920er Jahren bis zur NS-Zeit (PDF; 657 kB), Diplomarbeit 2010, S. 102, Zugriff am 9. Mai 2013
35. ↑  Unser digitales Archiv bekommt Zuwachs. In: Forum Queeres Archiv München. 8. November 2022, abgerufen am 30. November 2022.